# Week van de Stenen Winkel

Week van de Stenen Winkel, Zottegem

De Week van de Stenen Winkel is een week in Vlaanderen en Nederland waarin aandacht wordt geschonken aan lokale handelaren en lokale fysieke winkels. Het initiatief werd opgestart in 2022 door Marian Bekkers van het Nederlandse retail-adviesbureau Kooplust. Tijdens ‘Week van de Stenen Winkel’ organiseren deelnemende winkels verschillende activiteiten (attenties, verloten prijzenpot,...).